# Bažant diamantový

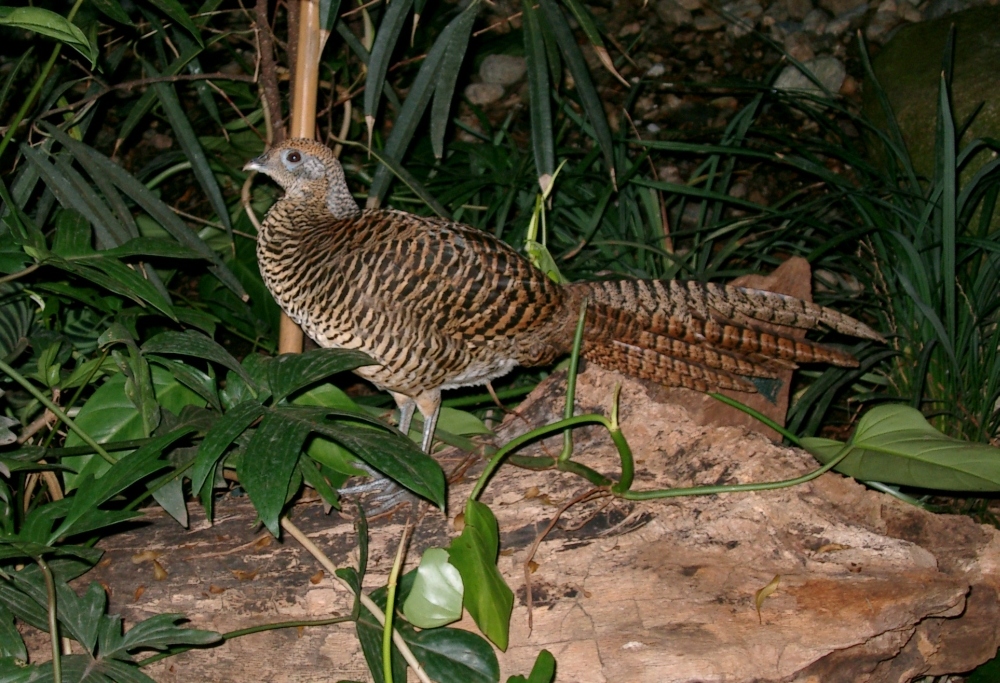
Samice bažanta diamantového

Bažant diamantový (Chrysolophus amherstiae) je malasijský druh bažantů.

## Popis
Kohout má vrchní část hlavy leskle zelenou a ze záhlaví vychází 6 cm dlouhá, úzká červená chocholka. Prodloužená bílá pera s černými příčnými pásky tvoří límec. Zadní část zad je zlatožlutá, kostřec a horní ocasní krovky jsou šarlatově červené, s dlouhými bílými pery nepravidelně modrofialově páskovanými a skvrnitými, na koncích oranžově červenými. Ocas je stříbřitě šedý s modravými příčnými proužky. Spodní část těla je bílá. Duhovka je světle žlutá, holá kůže v okolí očí má zelenavě hnědé zbarvení, zobák je zelenavý. Kohout dosahuje délky 140 až 170 cm, z čehož na ocas připadá 90 až 110 cm.
Slepice má temeno, strany hlavy, vrchní část těla, hrdlo a přední část krku červenohnědé. Spodní části těla, prsa a boky jsou bílé se žlutavým nádechem. Holá kůže kolem očí je šedomodrá, duhovka hnědá, u starších jedinců žlutá nebo šedá. Samice měří 66 až 68 cm, z toho ocas 31 až 37 cm.
Kuřata mají peří žlutavé a červenohnědé.

## Rozšíření
Bažant diamantový je původem z pohoří jihozápadní Číny, jihovýchodního Tibetu a severní Barmy. V současné době se chová po celém světě jako okrasný pták.
Ve své domovině žije v horských lesích a na zimu sestupuje do nižších poloh.

## Rozmnožování
Kohout bažanta diamantového vodí hejno 3 – 5 slepic. Každá slepice snáší až 20 vajec do hnízda umístěného v trávě, na kterých sedí 23 – 24 dnů. Snůšky mohou být dvě ročně. Pohlavní dospělosti dosahují v druhém roce života.

## Zajímavosti
- První dva kohouty bažanta diamantového přivezla do Evropy v roce 1828 Sarah Amherst, manželka anglického guvernéra v Indii lorda Amhersta, podle které se v angličtině a latině jmenují.
- Mladé bažanty často postihuje nemoc, zvaná tipec, při níž postiženému ptáku zahnisá jazyk a pokryje se bělavým hlenem. Bažantník pak musí postiženému ptáku strhávat povlak ostrým nožíkem a podávat léky, jinak pták uhyne. Odtud pochází úsloví „zatnout tipec“, umlčet někoho.[2]